# Schizaphis caricis
Schizaphis caricis är en insektsart som först beskrevs av Henri Schouteden 1906.  Schizaphis caricis ingår i släktet Schizaphis och familjen långrörsbladlöss. Arten är reproducerande i Sverige. Inga underarter finns listade i Catalogue of Life.